# Lóka (falu)
Lóka (korábbi magyar nevén Lauka, ukránul és oroszul: Лавки [Lavki], szlovákul: Lávky) község Ukrajnában, Kárpátalja középső részén, a Munkácsi járásban.

## Fekvése
Munkács északi szomszédságában, a Szerednyei-hegyalja déli lankáin fekszik.

## Nevének eredete
Neve a ruszin laeka, magyarul palló, kisebbfajta híd szóból ered.

## Története
Nevét 1360-ban Lauka néven említette először oklevél. 
1459-ben Luka, Lwka, 1570-ben Lauka néven írták.
Mai Lóka névváltozatát 1904-ben az országos helységnévrendezéskor kapta.
A 18–19. században a munkácsi bazilita rend birtoka volt. 1910-ben 605 ruszin lakosa volt, 1989-ben az ukránok lakta település népessége 1284 fő volt. 
1919-ig és 1939–1944 között a magyarországi Bereg vármegye Latorcai járásához, 1919–1939 között Csehszlovákiához, 1945–1991 között a Szovjetunióhoz tartozott.